# Kirō Honjō
Kiro Honjo (本庄 季郎?, Honjō Kirō; Tokyo, 6 agosto 1901 – 1990) è stato un ingegnere giapponese, progettista d'aerei che ha lavorato per la Mitsubishi. Ha realizzato aeromobili che vennero usati nella Seconda Guerra Mondiale come il Mitsubishi G3M (Nell) e il G4M (Betty).
Nel 2013 divenne uno dei personaggi del film del regista Hayao Miyazaki Si alza il vento, in cui è il collega e amico del protagonista, Jirō Horikoshi.